# NGC 6169
NGC 6169是星座矩尺座和天蠍座中的星群或疏散星團，位置在恆星矩尺座μ的附近。根據2013年的疏散星團目錄，它距離地球3,280光年，被認為大約有3,200萬年的歷史，但根據2020年一項使用蓋亞DR2數據的研究，這些恆星在物理上並不相關。